# Orthostigma sinedone
Orthostigma sinedone är en stekelart som beskrevs av Fischer 1995. Orthostigma sinedone ingår i släktet Orthostigma och familjen bracksteklar. Inga underarter finns listade i Catalogue of Life.